# Joch
Joch is een gemeente in het Franse departement Pyrénées-Orientales (regio Occitanie) en telt 207 inwoners (2005). De plaats maakt deel uit van het arrondissement Prades.

## Geografie
De oppervlakte van Joch bedraagt 3,4 km², de bevolkingsdichtheid is 60,9 inwoners per km².

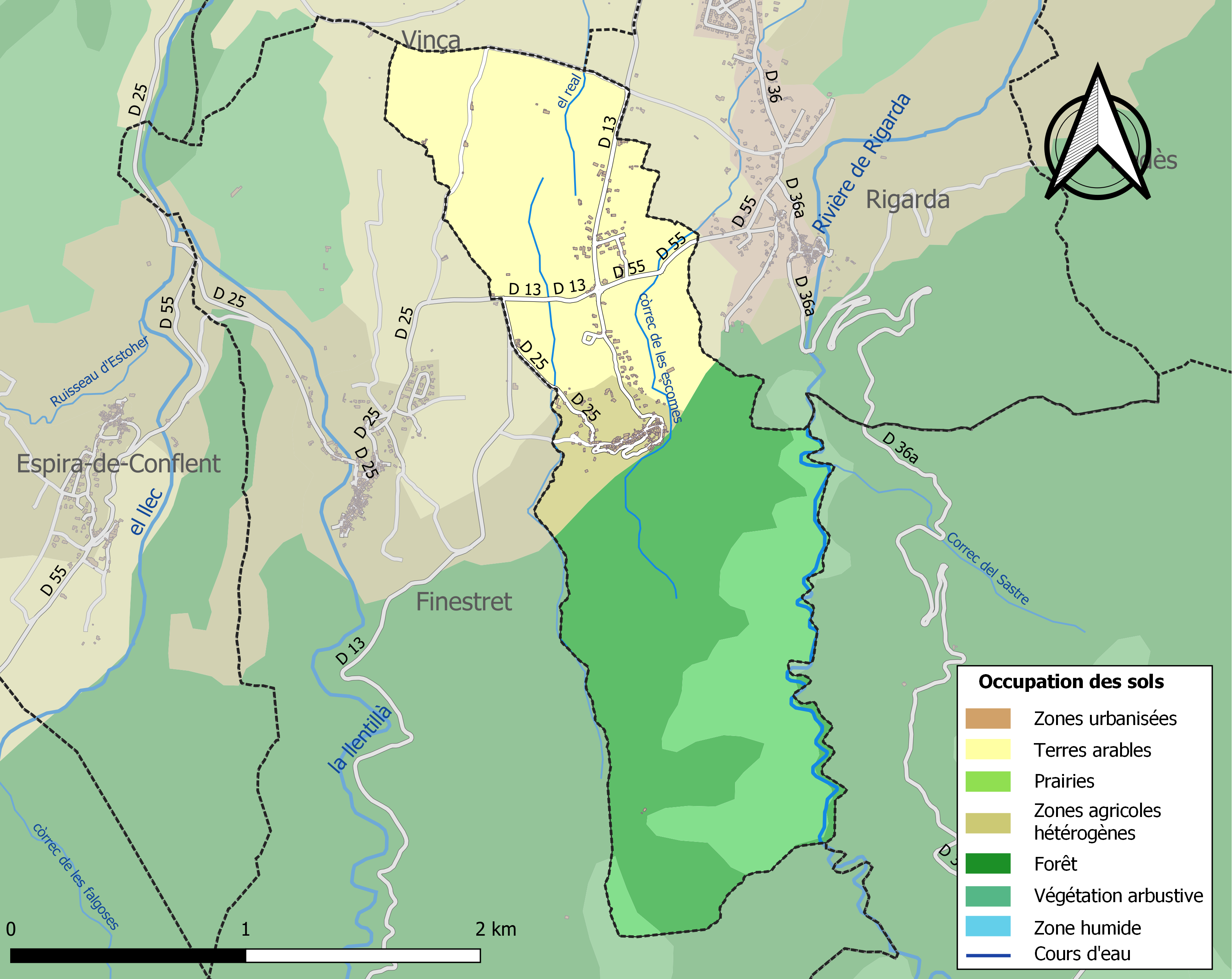
Kaart van de gemeente met de belangrijkste infrastructuur, bodemgebruik en omliggende gemeenten

## Demografie
Onderstaande figuur toont het verloop van het inwonertal (bron: INSEE-tellingen).